# Ōza 1955
L'Ōza 1955 è stata la terza edizione del torneo goistico giapponese Ōza. A partire da questa edizione il komi è stato aumentato a 5,5 punti.

## Svolgimento
- W indica vittoria col bianco
- B indica vittoria col nero
- X indica la sconfitta
- +R indica che la partita si è conclusa per abbandono
- +N indica lo scarto dei punti a fine partita
- +F indica la vittoria per forfeit
- +T indica la vittoria per timeout
- +? indica una vittoria con scarto sconosciuto
- V indica una vittoria in cui non si conosce scarto e colore del giocatore

|  | Primo turno         | Primo turno         | Primo turno |  |  | Secondo turno       | Secondo turno       | Secondo turno       |     |                 | Semifinali          | Semifinali          | Semifinali |  |  | Finale | Finale | Finale |
|  |                     |                     |             |  |  |                     |                     |                     |     |                 |                     |                     |            |  |  |        |        |        |
|  | Kaku Takagawa       |                     |             |  |  |                     |                     |                     |     |                 |                     |                     |            |  |  |        |        |        |
|  | Yutaro Nakamura     | Yutaro Nakamura     | W+R         |  |  | Yutaro Nakamura     | Yutaro Nakamura     |                     |     |                 |                     |                     |            |  |  |        |        |        |
|  | Masao Sugiuchi      | Masao Sugiuchi      | W+0,5       |  |  | Masao Sugiuchi      | Masao Sugiuchi      | B+R                 |     |                 |                     |                     |            |  |  |        |        |        |
|  | Shoji Hashimoto     | Shoji Hashimoto     |             |  |  |                     |                     |                     |     | Masao Sugiuchi  | Masao Sugiuchi      |                     |            |  |  |        |        |        |
|  | Toshihiro Shimamura | Toshihiro Shimamura | V           |  |  |                     | Toshihiro Shimamura | Toshihiro Shimamura | W+R |                 |                     |                     |            |  |  |        |        |        |
|  | Takeo Kajiwara      | Takeo Kajiwara      |             |  |  | Toshihiro Shimamura | Toshihiro Shimamura | B+R                 |     |                 |                     |                     |            |  |  |        |        |        |
|  | Kuranosuke Fujisawa | Kuranosuke Fujisawa |             |  |  | Shin Tanaka         | Shin Tanaka         |                     |     |                 |                     |                     |            |  |  |        |        |        |
|  | Shin Tainaka        | Shin Tainaka        | B+R         |  |  |                     |                     |                     |     |                 | Toshihiro Shimamura | Toshihiro Shimamura | 1          |  |  |        |        |        |
|  | Nobuaki Maeda       | Nobuaki Maeda       |             |  |  |                     | Utaro Hashimoto     | Utaro Hashimoto     | 2   |                 |                     |                     |            |  |  |        |        |        |
|  | Hidehiro Miyashita  | Hidehiro Miyashita  | B+R         |  |  | Hidehiro Miyashita  | Hidehiro Miyashita  |                     |     |                 |                     |                     |            |  |  |        |        |        |
|  | Takeshi Sumino      | Takeshi Sumino      |             |  |  | Utaro Hashimoto     | Utaro Hashimoto     | W+R                 |     |                 |                     |                     |            |  |  |        |        |        |
|  | Utaro Hashimoto     | Utaro Hashimoto     | W+1,5       |  |  |                     |                     |                     |     | Utaro Hashimoto | Utaro Hashimoto     | W+R                 |            |  |  |        |        |        |
|  | Kaoru Iwamoto       | Kaoru Iwamoto       |             |  |  |                     | Sunao Sato          | Sunao Sato          |     |                 |                     |                     |            |  |  |        |        |        |
|  | Sunao Sato          | Sunao Sato          | W+R         |  |  | Sunao Sato          | Sunao Sato          | B+6,5               |     |                 |                     |                     |            |  |  |        |        |        |
|  | Masami Shinohara    | Masami Shinohara    |             |  |  | Eio Sakata          | Eio Sakata          |                     |     |                 |                     |                     |            |  |  |        |        |        |
|  | Eio Sakata          | Eio Sakata          | B+R         |  |  |                     |                     |                     |     |                 |                     |                     |            |  |  |        |        |        |

## Finale
La finale è una sfida al meglio delle tre partite.